# Saint-Médard (Pyrénées-Atlantiques)
Pour les articles homonymes, voir Saint-Médard.
Saint-Médard (en béarnais Sent-Medard ou Sén-Medar) est une commune française située dans le département des Pyrénées-Atlantiques, en région Nouvelle-Aquitaine.

## Géographie

### Localisation
La commune de Saint-Médard se trouve dans le département des Pyrénées-Atlantiques, en région Nouvelle-Aquitaine.
Elle se situe à 38 km par la route de Pau, préfecture du département, et à 24 km d'Artix, bureau centralisateur du canton d'Artix et Pays de Soubestre dont dépend la commune depuis 2015 pour les élections départementales. 
La commune fait en outre partie du bassin de vie de Hagetmau.
Les communes les plus proches sont : 
Castelner (2,6 km), Labeyrie (2,8 km), Casteide-Candau (2,8 km), Hagetaubin (3,0 km), Bassercles (3,6 km), Morlanne (4,9 km), Lacadée (4,9 km), Arget (5,2 km).
Sur le plan historique et culturel, Saint-Médard fait partie de la province du Béarn, qui fut également un État et qui présente une unité historique et culturelle à laquelle s’oppose une diversité frappante de paysages au relief tourmenté.

### Communes limitrophes
Les communes limitrophes sont  Casteide-Candau, Castelner, Hagetaubin, Labeyrie, Monget et Peyre.
| Castelner (Landes) | Peyre (Landes) | Monget (Landes) |
| Labeyrie           | Saint-Médard   |                 |
| Hagetaubin         |                | Casteide-Candau |

### Hydrographie

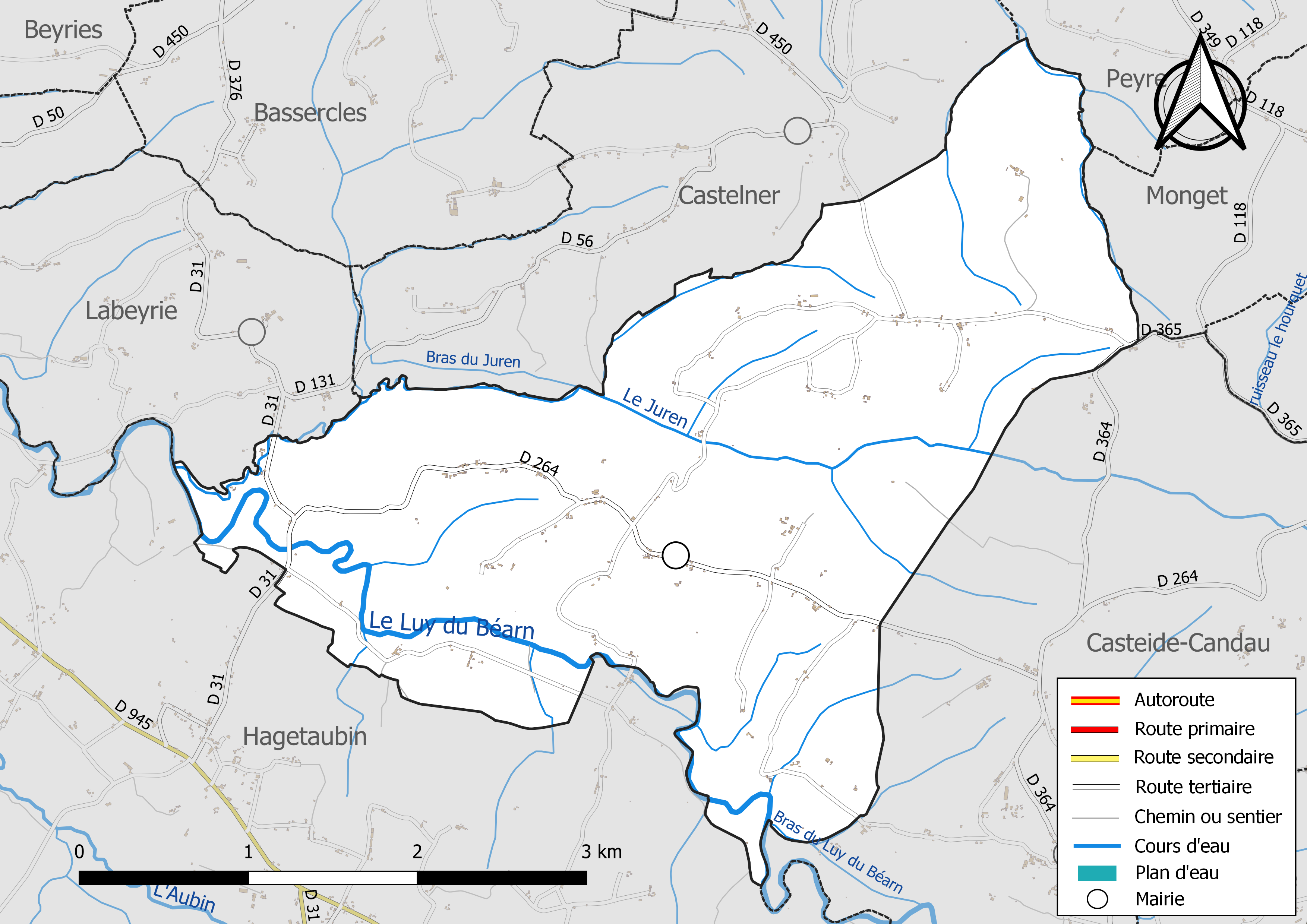
Réseaux hydrographique et routier de Saint-Médard.

La commune est drainée par le Luy de Béarn, le Juren, un bras du Juren, un bras du Luy de Béarn, et par divers petits cours d'eau, constituant un réseau hydrographique de 22 km de longueur totale,.
Le Luy de Béarn, d'une longueur totale de 76,6 km, prend sa source dans la commune d'Andoins et s'écoule du sud-est vers le nord-ouest. Il traverse la commune et se jette dans le Luy à Gaujacq, après avoir traversé 30 communes.

### Climat
Pour des articles plus généraux, voir Climat de la Nouvelle-Aquitaine et Climat des Pyrénées-Atlantiques.
Historiquement, la commune est exposée à un climat de montagne.  
En 2020, Météo-France publie une typologie des climats de la France métropolitaine dans laquelle la commune est dans une zone de transition entre le climat océanique et le climat de montagne et est dans la région climatique Pyrénées atlantiques, caractérisée par une pluviométrie élevée (>1 200 mm/an) en toutes saisons, des hivers très doux (7,5 °C en plaine) et des vents faibles.
Pour la période 1971-2000, la température annuelle moyenne est de 13,5 °C, avec une amplitude thermique annuelle de 14,2 °C. Le cumul annuel moyen de précipitations est de 1 152 mm, avec 12 jours de précipitations en janvier et 7,8 jours en juillet. Pour la période 1991-2020, la température moyenne annuelle observée sur la station météorologique la plus proche, située sur la commune de Pomps à 6 km à vol d'oiseau, est de 14,1 °C et le cumul annuel moyen de précipitations est de 1 062,2 mm,. Pour l'avenir, les paramètres climatiques de la commune estimés pour 2050 selon différents scénarios d’émission de gaz à effet de serre sont consultables sur un site dédié publié par Météo-France en novembre 2022.

### Milieux naturels et biodiversité
Aucun espace naturel présentant un intérêt patrimonial n'est recensé sur la commune dans l'inventaire national du patrimoine naturel,,.

## Urbanisme

### Typologie
Au 1er janvier 2024, Saint-Médard est catégorisée commune rurale à habitat très dispersé, selon la nouvelle grille communale de densité à sept niveaux définie par l'Insee en 2022.
Elle est située hors unité urbaine. Par ailleurs la commune fait partie de l'aire d'attraction de Pau, dont elle est une commune de la couronne,. Cette aire, qui regroupe 227 communes, est catégorisée dans les aires de 200 000 à moins de 700 000 habitants,.

### Occupation des sols

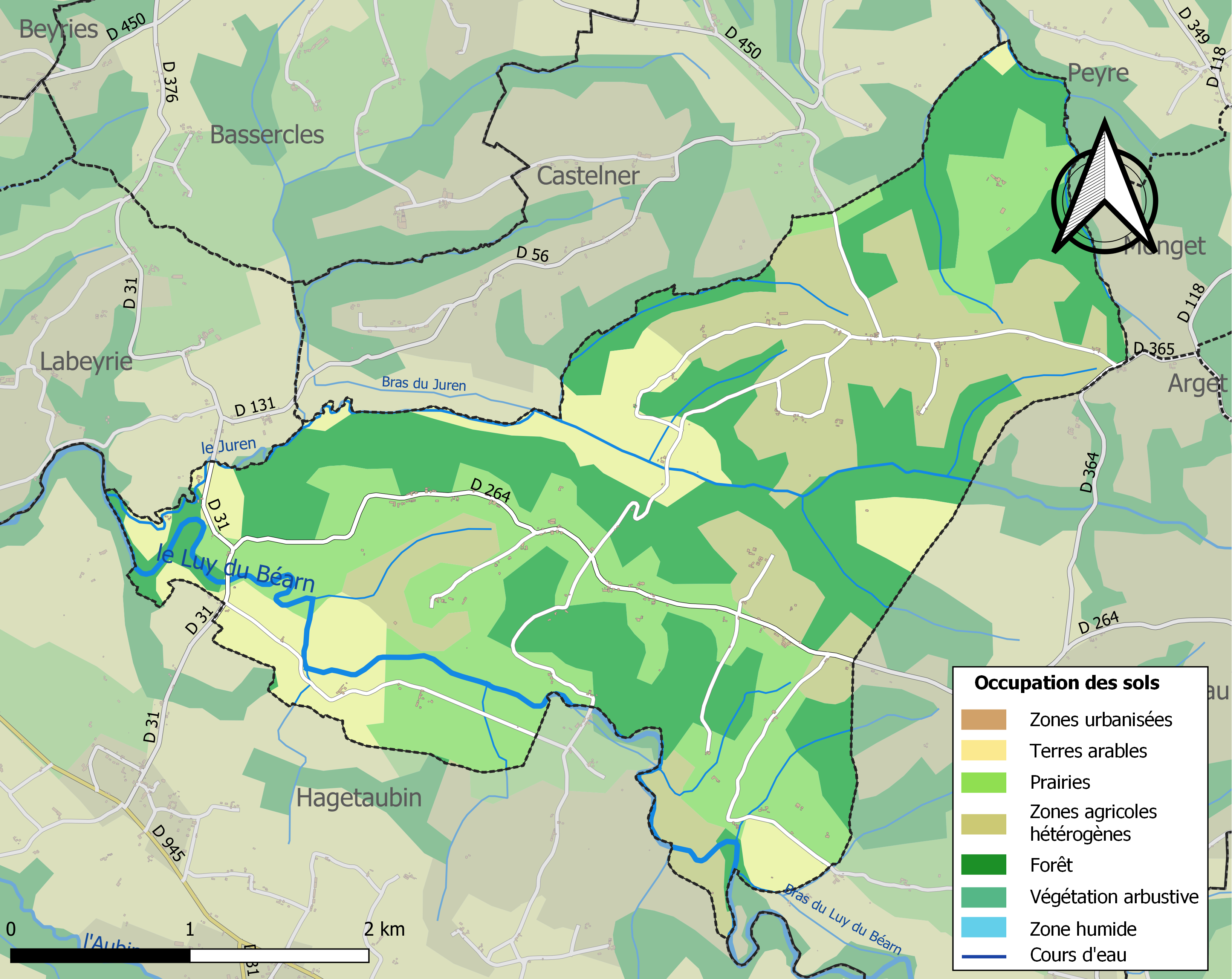
Carte des infrastructures et de l'occupation des sols de la commune en 2018 (CLC).

L'occupation des sols de la commune, telle qu'elle ressort de la base de données européenne d’occupation biophysique des sols Corine Land Cover (CLC), est marquée par l'importance des territoires agricoles (63,6 % en 2018), une proportion identique à celle de 1990 (63,6 %). La répartition détaillée en 2018 est la suivante : 
forêts (36,4 %), prairies (25,8 %), zones agricoles hétérogènes (24 %), terres arables (13,8 %). L'évolution de l’occupation des sols de la commune et de ses infrastructures peut être observée sur les différentes représentations cartographiques du territoire : la carte de Cassini (XVIIIe siècle), la carte d'état-major (1820-1866) et les cartes ou photos aériennes de l'IGN pour la période actuelle (1950 à aujourd'hui).

### Lieux-dits et hameaux
- Guilhou ;
- Juren.

### Voies de communication et transports
La commune est desservie par la route départementale D 264.

### Risques majeurs
Le territoire de la commune de Saint-Médard est vulnérable à différents aléas naturels : météorologiques (tempête, orage, neige, grand froid, canicule ou sécheresse), inondations, mouvements de terrains et séisme (sismicité modérée). Il est également exposé à un risque technologique,  le transport de matières dangereuses. Un site publié par le BRGM permet d'évaluer simplement et rapidement les risques d'un bien localisé soit par son adresse soit par le numéro de sa parcelle.

#### Risques naturels
Certaines parties du territoire communal sont susceptibles d’être affectées par le risque d’inondation par une crue à  débordement lent de cours d'eau, notamment le Luy du Béarn. La commune a été reconnue en état de catastrophe naturelle au titre des dommages causés par les inondations et coulées de boue survenues en 1982, 1983, 2009, 2013 et 2018,.
Les mouvements de terrains susceptibles de se produire sur la commune sont des affaissements et effondrements liés aux cavités souterraines (hors mines). Afin de mieux appréhender le risque d’affaissement de terrain, un inventaire national permet de localiser les éventuelles cavités souterraines sur la commune.

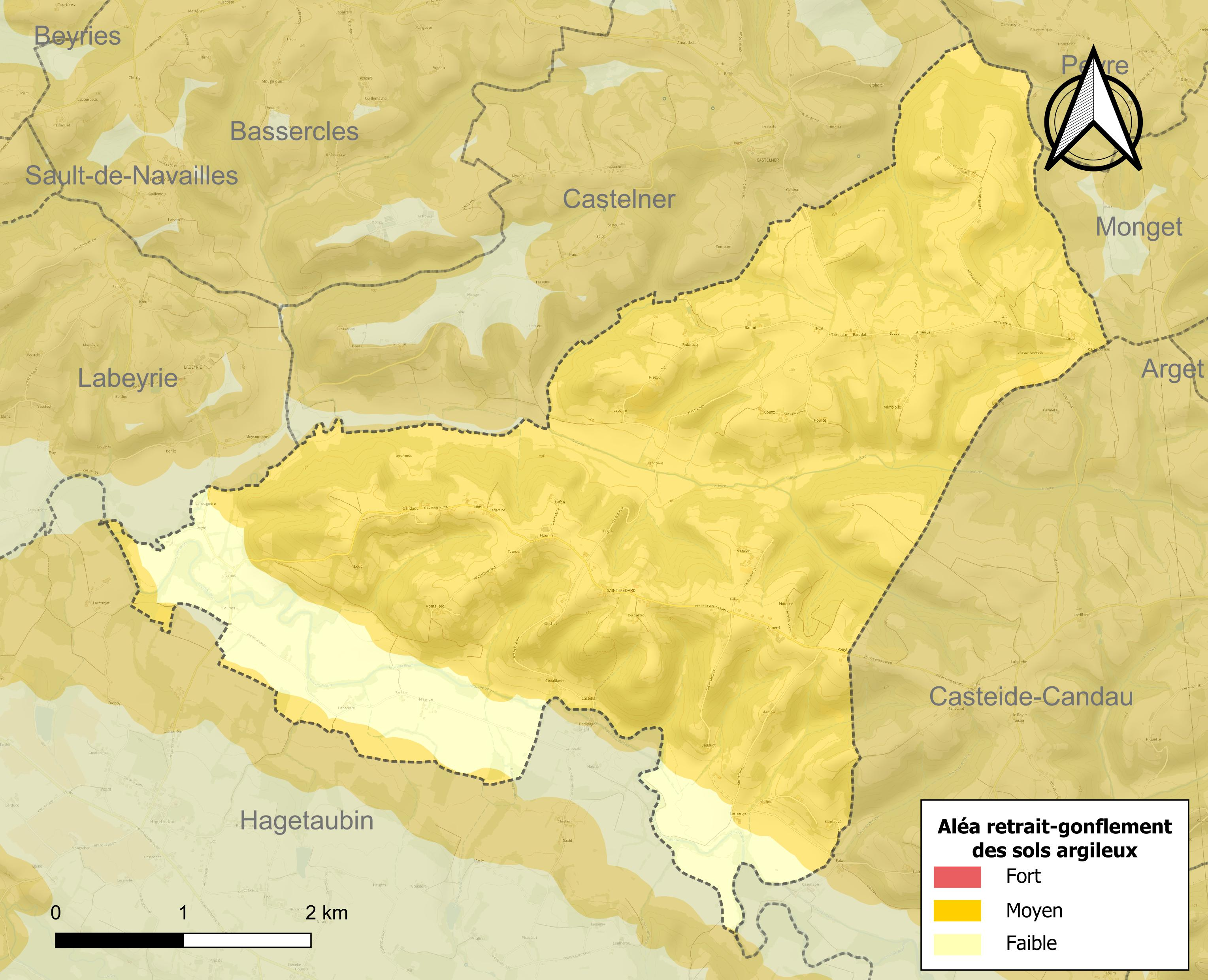
Carte des zones d'aléa retrait-gonflement des sols argileux de Saint-Médard.

Le retrait-gonflement des sols argileux est susceptible d'engendrer des dommages importants aux bâtiments en cas d’alternance de périodes de sécheresse et de pluie. 86,7 % de la superficie communale est en aléa moyen ou fort (59 % au niveau départemental et 48,5 % au niveau national). Depuis le 1er octobre 2020, en application de la loi ELAN, différentes contraintes s'imposent aux vendeurs, maîtres d'ouvrages ou constructeurs de biens situés dans une zone classée en aléa moyen ou fort,.
Concernant les mouvements de terrains, la commune a été reconnue en état de catastrophe naturelle au titre des dommages causés par des mouvements de terrain en 2013.

## Toponymie
Le toponyme Saint-Médard apparaît sous la forme
Saint-Medart (1537, notaires de Garos).
Son nom béarnais est Sent-Medard ou Sén-Medar.

## Histoire
Paul Raymond note que la commune faisait partie de la subdélégation de Saint-Sever.

## Politique et administration
| Période | Période | Identité          | Étiquette | Qualité |
| ------- | ------- | ----------------- | --------- | ------- |
| 1995    | 2008    | André Caissa      |           |         |
| 2008    | 2014    | Francis Laclergue |           |         |

### Intercommunalité
Saint-Médard appartient à cinq structures intercommunales :
- la communauté de communes de Lacq-Orthez ;
- le syndicat eau et assainissement des Trois Cantons ;
- le syndicat AEP d'Arzacq ;
- le syndicat d'énergie des Pyrénées-Atlantiques ;
- le syndicat intercommunal d'Arthez-de-Béarn.

## Population et société

### Démographie
L'évolution du nombre d'habitants est connue à travers les recensements de la population effectués dans la commune depuis 1793. Pour les communes de moins de 10 000 habitants, une enquête de recensement portant sur toute la population est réalisée tous les cinq ans, les populations de référence des années intermédiaires étant quant à elles estimées par interpolation ou extrapolation. Pour la commune, le premier recensement exhaustif entrant dans le cadre du nouveau dispositif a été réalisé en 2004.

En 2022, la commune comptait 198 habitants, en évolution de −7,91 % par rapport à 2016 (Pyrénées-Atlantiques : +3,78 %, France hors Mayotte : +2,11 %).
| 1793 | 1800 | 1806 | 1821 | 1831 | 1836 | 1841 | 1846 | 1851 |
| ---- | ---- | ---- | ---- | ---- | ---- | ---- | ---- | ---- |
| 472  | 416  | 517  | 528  | 610  | 664  | 672  | 714  | 664  |

| 1856 | 1861 | 1866 | 1872 | 1876 | 1881 | 1886 | 1891 | 1896 |
| ---- | ---- | ---- | ---- | ---- | ---- | ---- | ---- | ---- |
| 640  | 614  | 624  | 560  | 574  | 527  | 459  | 479  | 440  |

| 1901 | 1906 | 1911 | 1921 | 1926 | 1931 | 1936 | 1946 | 1954 |
| ---- | ---- | ---- | ---- | ---- | ---- | ---- | ---- | ---- |
| 419  | 408  | 359  | 332  | 309  | 304  | 298  | 245  | 261  |

| 1962 | 1968 | 1975 | 1982 | 1990 | 1999 | 2004 | 2006 | 2009 |
| ---- | ---- | ---- | ---- | ---- | ---- | ---- | ---- | ---- |
| 262  | 240  | 235  | 215  | 196  | 206  | 185  | 176  | 209  |

| 2014 | 2019 | 2022 | - | - | - | - | - | - |
| ---- | ---- | ---- | - | - | - | - | - | - |
| 212  | 202  | 198  | - | - | - | - | - | - |

## Culture locale et patrimoine

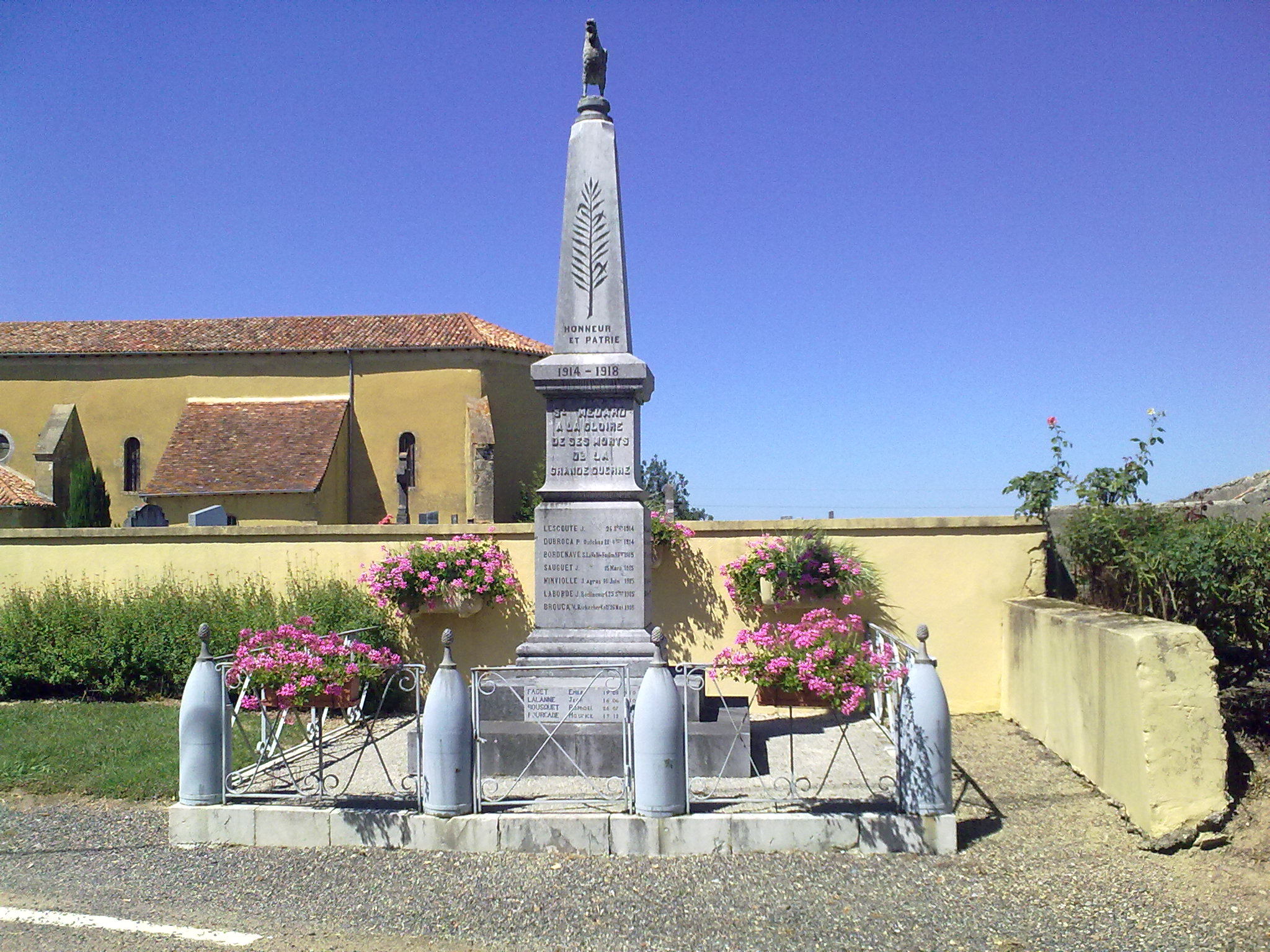
Le monument aux morts.
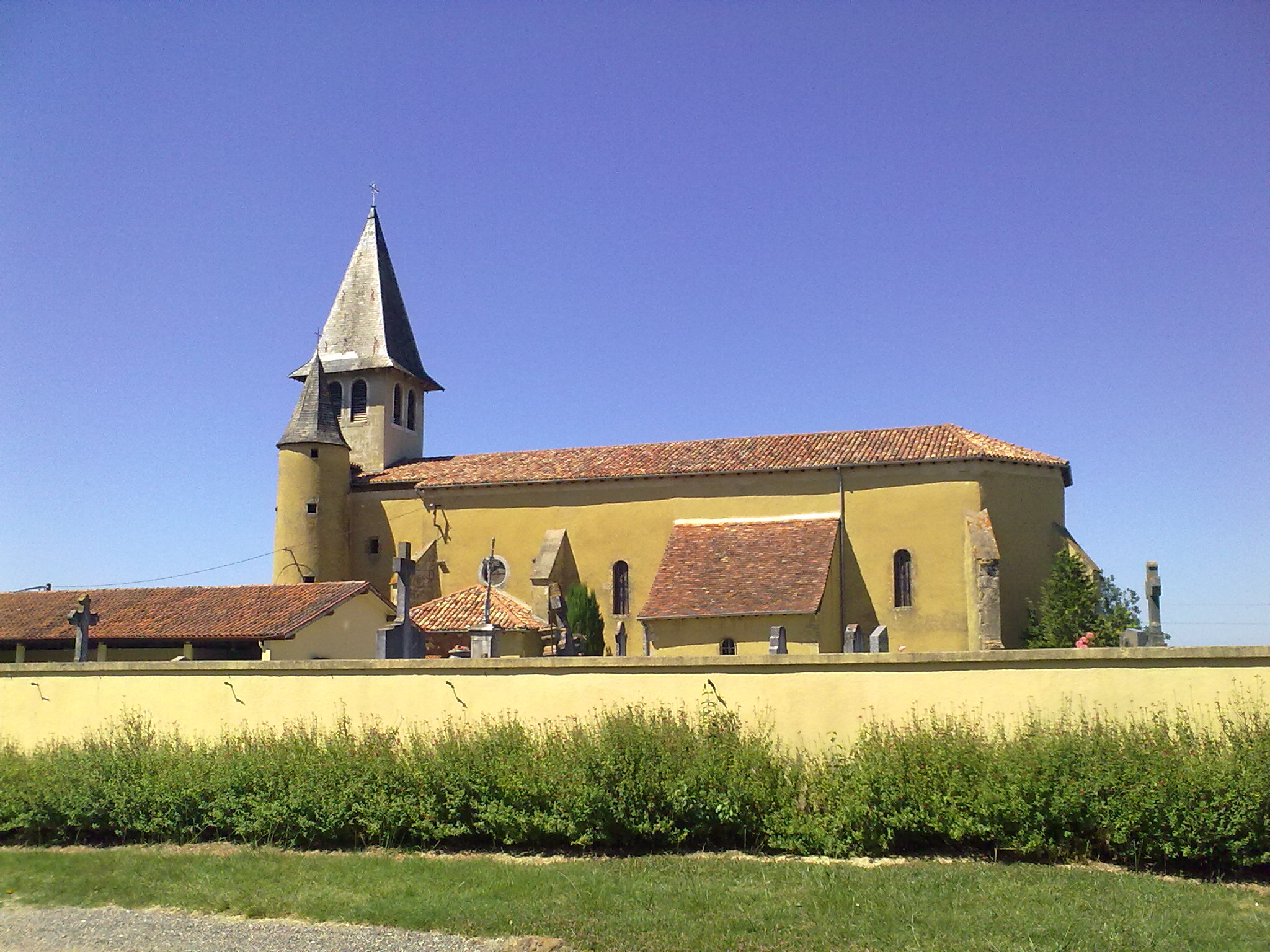
L'église.
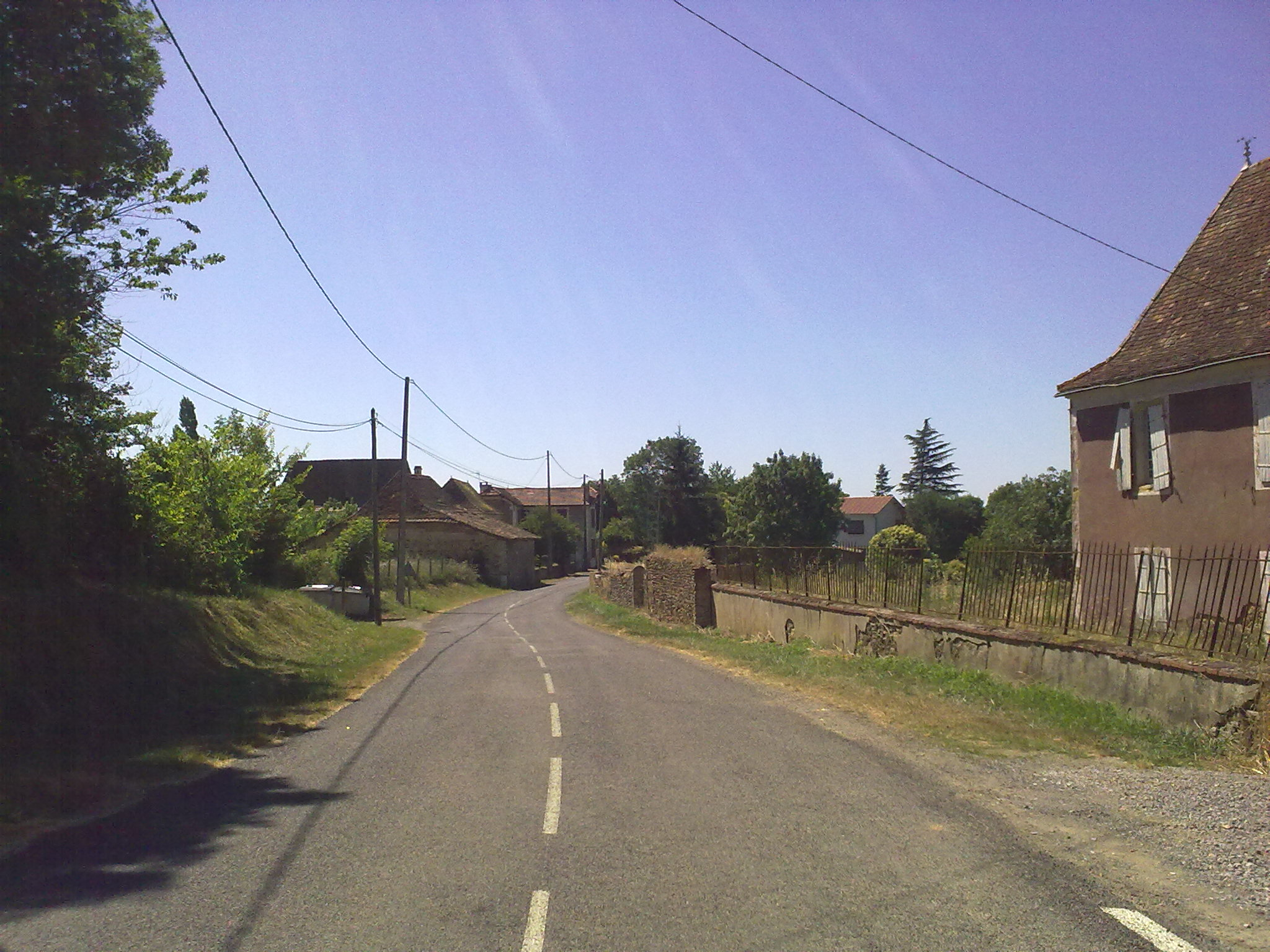
Route principale vers le nord.
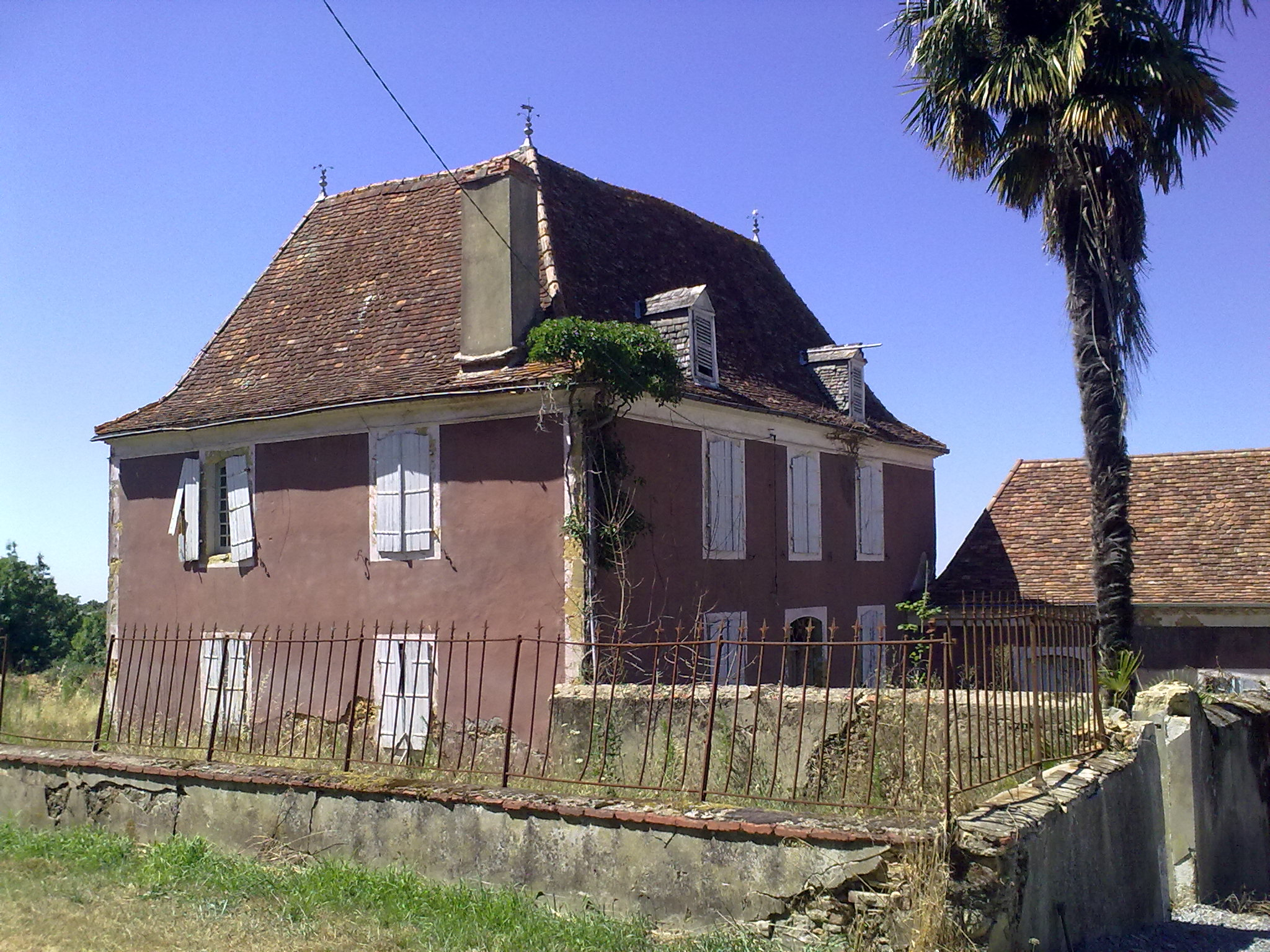
Maison ancienne.

Fête communale le 1er week-end de juillet.

### Patrimoine religieux
L’église Saint-Médard du XIIIe au XIXe siècle recèle un maître autel du XVIIe siècle classé[réf. nécessaire].